# كارلوس أريولا
كارلوس أريولا (بالإسبانية: Carlos Arreola)‏ هو لاعب كرة قدم مكسيكي في مركز الدفاع، ولد في 4 مارس 1995 في Tala, Jalisco ‏ في المكسيك. شارك مع منتخب المكسيك تحت 20 سنة لكرة القدم. أما مع النوادي، فقد لعب مع نادي أطلس.

## وصلات خارجية
- كارلوس أريولا على موقع قاعدة بيانات كرة القدم.إي يو (الإنجليزية)
- كارلوس أريولا على موقع Soccerway.com (الإنجليزية)
- كارلوس أريولا على موقع عالم كرة القدم.نت (الإنجليزية)
- كارلوس أريولا على موقع AS.com (الإسبانية)